# Carlos Marcelo
Carlos Marcelo (nascido Carlos Marcelo Carvalho; João Pessoa, 2 de dezembro de 1970) é um jornalista, escritor e biógrafo brasileiro, editor-chefe do jornal Estado de Minas.

## Vida
Nasceu em João Pessoa, capital da Paraíba, em 2 de dezembro de 1970. Vive em Brasília desde 1985 e Belo Horizonte desde 2011, onde dirige o jornal Estado de Minas. Estudou Comunicação Social com ênfase em Jornalismo na Universidade de Brasília (UnB).

## Carreira Jornalística
Iniciou sua carreira profissional como repórter da rádio Cultura FM, em Brasília. Posteriormente, foi promovido à Gerente de Jornalismo, função que exerceu até 1994.
Entre 1992 e 2011, também atuou no Correio Braziliense, do Grupo Diários Associados (DA). Foi editor do suplemento jovem X-Tudo, do caderno de Cultura, da primeira página do jornal e promovido à função de editor-executivo do mesmo veículo. Em 2011, foi convidado para o cargo de editor-chefe do diário mineiro Estado de Minas.

### Prêmios
- Venceu o Prêmio Esso de Jornalismo 2005 na categoria "Primeira Página" com o trabalho "Mais quatro anos..."[3]
- Foi finalista da mesma categoria do Prêmio Esso em 2006, 2008 e 2011 com os trabalhos "Acabou", "Como fica Cuba sem Fidel" e "O ano que não queremos reviver", respectivamente.
- Foi finalista do Prêmio Imprensa Embratel 2010 na categoria "Jornalismo Cultural" com o trabalho "CALEM-SE - Como a censura silenciou a música brasileira"[4]

## Livros Publicados
Tem dois livros publicados: "Nicolas Behr – Eu engoli Brasília" e “Renato Russo - o Filho da Revolução”, o seu maior sucesso.